# Бронепалубные крейсера типа «Астрея»
Бронепалубные крейсера типа «Астрея» — серия крейсеров 2-го класса британского королевского флота, построенная в 1890-х годах XIX века. Являлись развитием типа «Аполло» (англ. Apollo). Стали их усовершенствованной версией. Всего было построено 8 единиц: «Бонаверчур» (англ. Bonaventure), «Кэмбриан» (англ. Cambrian), «Астрея» (англ. Astrea), «Харибдис» (англ. Charybdis), «Фокс» (англ. Fox), «Хермион» (англ. Hermion), «Флор» (англ. Flora), «Форт» (англ. Forte).
Их дальнейшим развитием стали крейсера типа «Эклипс» (англ. Eclipse).

## Проектирование
Крейсера были заказаны в рамках «Акта о морской обороне» 1889 года. По конструкции они представляли собой дальнейшее развитие типа «Аполло», но имели водоизмещение на 1000 тонн больше. Ввиду того, что эта солидная прибавка была израсходована на сравнительно малозаметные улучшения, проект подвергался резкой критике. Тем не менее, проект стал основой для разработки дальнейших проектов британских крейсеров 2-го класса.

## Конструкция

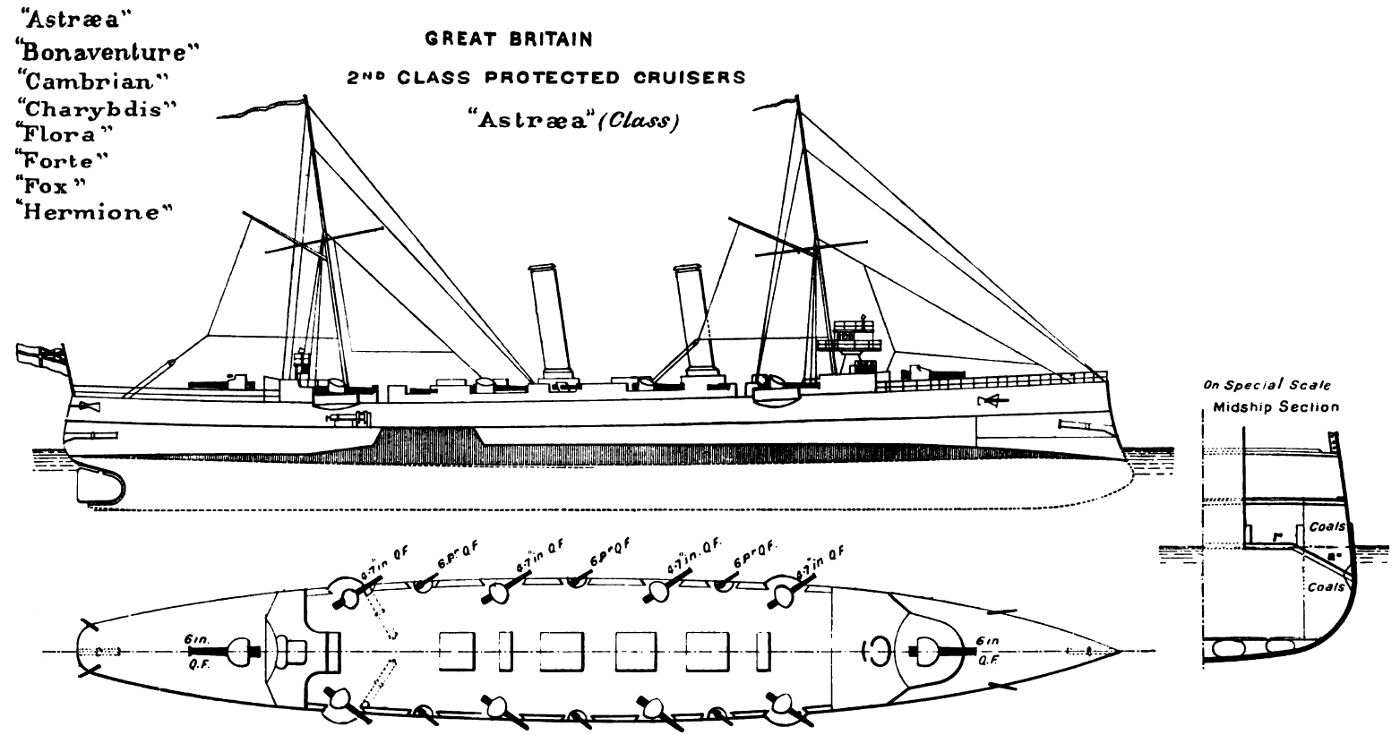
Крейсер типа «Астрея». Схема.

## Служба
- «Бонаверчур» — спущен 2 декабря 1892 г., в строю с 5 июня 1894 г.
- «Кэмбриан» — спущен 30 января 1893 г., в строю с сентября 1894 г.
- «Астрея» — спущен 17 марта 1893 г., в строю с 5 ноября 1895 г.
- «Харибдис» — заложен в 1891 г., спущен 15 июня 1893 г., в строю с 14 января 1896 г.
- «Фокс» — спущен 15 июня 1893 г., в строю с 14 июня 1896 г.
- «Хермион» — спущен 7 ноября 1893 г., в строю с 14 января 1896 г.
- «Флор» — спущен 21 ноября 1893 г., в строю с марта 1895 г.
- «Форт» — заложен в 1891, спущен 9 декабря 1893 г., в строю с января 1895 г.[2]

## Оценка проекта
Из-за падении скорости на пол-узла, корабли как крейсера были бесполезны в охоте на рейдеров, их можно признать «боевыми» разве что с определённой натяжкой. Они оказались подходящи для типично британских задач — «службы на дальних базах» и «показе флага». Они оказались гораздо слабее, чем то что на британских верфях строилось на экспорт.